# 다카기 요시카즈
다카기 요시카즈(일본어: 高木 由一, 1949년 3월 13일 ~ )는 일본의 전 프로 야구 선수이자 야구 지도자이다.
1976년까지는 등록명을 高木 好一(동음), 1982년까지는 高木 嘉一(동음)로 하고 있었고 현역 시절의 별명은 톳짱(とっつぁん), 프로 야구계에서는 드물게 지방공무원 출신으로 알려져 있다.

## 인물
고교 시절은 2학년 때부터 야구부에 소속됐는데 고등학교 야구부원이 10명 정도 밖에 없었고 감독도 없는 팀이었다. 사가미하라 시청을 거쳐 입단 테스트를 통해서 1971년 드래프트 번외로 다이요 웨일스에 입단해 현역 시절에는 중거리 타자로서 활약했고 당초에는 대타로서의 출전이 많았다. 1973년의 시즌 종료 후 전력외 선수로 분류되었지만 당시 소속하고 있던 클리트 보이어가 구단에 담판을 지어 잔류하게 됐다. 보이어는 다카기에게 관심을 갖게돼 퇴단할 시에는 자신의 등번호를 양보했다.
1977년 주전 외야수였던 에지리 아키라가 머리 부분에 사구를 받아 전력에서 이탈된 것을 계기로 주전을 차지해 이후에는 팀의 핵심이 되어 마쓰바라 마코토가 방출된 이후에는 4번 타자로서 활약했다. 현역 말년에는 대타로서 자주 출전했고 1987년에는 현역에서 은퇴했다.
1988년부터 2009년까지 팀의 전신인 요코하마 다이요 웨일스·요코하마 베이스타스를 통해서 22년간 코치를 역임했는데 1998년 요코하마가 우승할 당시에는 ‘머신건 타선의 아버지’라고 불리었고 입단 이후부터 38년간 단 한 번도 구단이나 현장에서 떨어지는 일도 없이 소속됐다. 1군 타격 코치(1993년 ~ 2001년, 2003년), 2군 타격 코치(1988년 ~ 1992년), 2군 수석 코치(2008년), 2군 수석 겸 타격 코치(2009년), 육성 코치(2004년 ~ 2007년), 2군 종합 코치(2002년) 등을 두루 맡았다. 특히 1군 타격 코치 시절인 1997년부터 1998년에는 스즈키 다카노리, 1999년에는 로버트 로즈, 2000년에는 긴조 다쓰히코 등의 타자들을 4년 연속 수위 타자를 배출했다.
2009년에는 2군 팀인 쇼난 시렉스 수석 겸 타격 코치를 맡고 있었지만 1군 감독인 오야 아키히코가 5월 18일 부로 감독직에서 물러나면서 쇼난 시렉스 감독인 다시로 도미오가 1군 감독 대행으로 승격한 것에 의해 쇼난 시렉스 감독 대행으로 부임하여 시즌 종료 때까지 맡았다.
2010년부터는 구단 프런트에 이동, 베이스타스에 소속하면서 우호 구단인 중국야구리그 톈진 라이언스 감독(총교련)으로서 파견돼 1년간 지휘를 맡았다. 2011년에는 8년 만에 요코하마에 복귀하여 1군 타격 코치를 맡았고 2012년에는 2군 타격 코치, 2013년에는 2군 타격 수석 코치를 맡았다. 2013년 10월 1일에 구단으로부터 코치 계약을 맺지 않겠다는 통보를 받고 나카네 히토시와 함께 퇴단했다.

## 상세 정보

### 출신 학교
- 아자부 대학부속 후치노베 고등학교

### 선수 경력
- 사가미하라 시청
- 다이요 웨일스·요코하마 다이요 웨일스(1972년 ~ 1987년)

### 지도자 경력
- 요코하마 다이요 웨일스 2군 타격 코치(1988년 ~ 1992년)
- 요코하마 베이스타스 1군 타격 코치(1993년 ~ 2001년, 2003년, 2011년)
- 쇼난 시렉스 종합 코치(2002년)
- 쇼난 시렉스 육성 코치(2004년 ~ 2007년)
- 쇼난 시렉스 수석 코치(2008년)
- 쇼난 시렉스 수석 겸 타격 코치(2009년)
- 쇼난 시렉스 감독 대행(2009년)
- 톈진 라이언스 감독(2010년)
- 요코하마 DeNA 베이스타스 2군 타격 코치(2012년)
- 요코하마 DeNA 베이스타스 2군 타격 수석 코치(2013년)

### 개인 기록

#### 첫 기록
- 첫 출장·첫 선발 출장 : 1972년 7월 2일, 대 주니치 드래건스 22차전(가와사키 구장), 1번·좌익수로서 선발 출장
- 첫 타석·첫 안타 : 상동, 1회말에 이나바 미쓰오로부터 우중간 2루타
- 첫 타점 : 1975년 7월 16일, 대 요미우리 자이언츠 18차전(고라쿠엔 구장), 9회초에 오가와 구니카즈로부터 우전 적시타
- 첫 홈런 : 1976년 5월 12일, 대 야쿠르트 스왈로스 7차전(메이지 진구 야구장), 5회초에 와타나베 다카히로로부터 솔로 홈런

#### 기록 달성 경력
- 통산 1000경기 출장 : 1985년 6월 4일, 대 히로시마 도요 카프 10차전(요코하마 스타디움), 7회말에 가케하타 미쓰노리의 대타로서 출장 ※역대 254번째
- 통산 100홈런 : 1985년 8월 15일, 대 주니치 드래건스 16차전(나고야 구장), 6회초에 가시마 다다시로부터 좌월 솔로 홈런 ※역대 140번째

#### 기타
- 올스타전 출장 : 2회(1977년, 1978년)

### 등번호
- 81(1972년)
- 35(1973년 ~ 1974년)
- 63(1975년 ~ 1976년)
- 6(1977년 ~ 1987년)
- 99(1988년 ~ 1992년)[2]
- 78(1993년 ~ 2009년, 2011년 ~ 2013년)

### 등록명
- 高木 好一(1972년 ~ 1976년)
- 高木 嘉一(1977년 ~ 1982년)
- 高木 由一(1983년 ~ )

### 연도별 타격 성적
| 연 도       | 소 속       | 경 기 | 타 석 | 타 수 | 득 점 | 안 타 | 2 루 타 | 3 루 타 | 홈 런 | 루 타 | 타 점 | 도 루 | 도 루 자 | 희 생 번 | 희 생 플 | 볼 넷 | 고 4 | 사 구 | 삼 진 | 병 살 타 | 타 율 | 출 루 율 | 장 타 율 | O P S |
| ----------- | ----------- | ----- | ----- | ----- | ----- | ----- | ------- | ------- | ----- | ----- | ----- | ----- | -------- | -------- | -------- | ----- | ---- | ----- | ----- | -------- | ----- | -------- | -------- | ----- |
| 1972년      | 다이요      | 7     | 13    | 13    | 1     | 1     | 1       | 0       | 0     | 2     | 0     | 0     | 0        | 0        | 0        | 0     | 0    | 0     | 6     | 0        | .077  | .077     | .154     | .231  |
| 1974년      | 다이요      | 2     | 2     | 2     | 0     | 0     | 0       | 0       | 0     | 0     | 0     | 0     | 0        | 0        | 0        | 0     | 0    | 0     | 1     | 0        | .000  | .000     | .000     | .000  |
| 1975년      | 다이요      | 12    | 25    | 22    | 1     | 6     | 4       | 0       | 0     | 10    | 1     | 0     | 1        | 0        | 0        | 2     | 0    | 1     | 6     | 0        | .273  | .360     | .455     | .815  |
| 1976년      | 다이요      | 94    | 215   | 201   | 25    | 56    | 13      | 0       | 7     | 90    | 24    | 3     | 1        | 1        | 1        | 11    | 1    | 1     | 40    | 6        | .279  | .318     | .448     | .766  |
| 1977년      | 다이요      | 125   | 484   | 433   | 68    | 140   | 28      | 0       | 20    | 228   | 73    | 3     | 3        | 4        | 0        | 45    | 1    | 2     | 68    | 6        | .323  | .390     | .527     | .916  |
| 1978년      | 다이요      | 126   | 518   | 451   | 78    | 147   | 30      | 2       | 23    | 250   | 80    | 2     | 4        | 4        | 4        | 56    | 1    | 3     | 58    | 10       | .326  | .401     | .554     | .955  |
| 1979년      | 다이요      | 89    | 308   | 274   | 32    | 77    | 12      | 2       | 6     | 111   | 40    | 1     | 1        | 2        | 1        | 30    | 1    | 1     | 56    | 5        | .281  | .353     | .405     | .758  |
| 1980년      | 다이요      | 128   | 517   | 460   | 62    | 130   | 24      | 3       | 12    | 196   | 56    | 5     | 6        | 3        | 5        | 47    | 2    | 2     | 88    | 12       | .283  | .348     | .426     | .774  |
| 1981년      | 다이요      | 115   | 432   | 382   | 44    | 103   | 17      | 1       | 9     | 149   | 50    | 7     | 8        | 2        | 1        | 43    | 3    | 4     | 69    | 4        | .270  | .349     | .390     | .739  |
| 1982년      | 다이요      | 92    | 326   | 289   | 33    | 82    | 12      | 6       | 10    | 136   | 35    | 0     | 4        | 4        | 1        | 30    | 1    | 2     | 45    | 4        | .284  | .354     | .471     | .825  |
| 1983년      | 다이요      | 78    | 221   | 195   | 25    | 72    | 13      | 0       | 6     | 103   | 36    | 1     | 2        | 0        | 2        | 24    | 1    | 0     | 21    | 5        | .369  | .434     | .528     | .963  |
| 1984년      | 다이요      | 100   | 309   | 271   | 26    | 74    | 11      | 1       | 6     | 105   | 35    | 0     | 1        | 0        | 0        | 37    | 8    | 1     | 40    | 14       | .273  | .362     | .387     | .750  |
| 1985년      | 다이요      | 93    | 168   | 147   | 12    | 44    | 7       | 1       | 3     | 62    | 17    | 1     | 1        | 0        | 0        | 20    | 3    | 1     | 33    | 5        | .299  | .387     | .422     | .809  |
| 1986년      | 다이요      | 69    | 102   | 91    | 3     | 22    | 6       | 0       | 0     | 28    | 14    | 1     | 0        | 0        | 1        | 10    | 3    | 0     | 15    | 3        | .242  | .314     | .308     | .621  |
| 1987년      | 다이요      | 17    | 16    | 16    | 0     | 3     | 0       | 0       | 0     | 3     | 2     | 0     | 0        | 0        | 0        | 0     | 0    | 0     | 4     | 1        | .188  | .188     | .188     | .375  |
| 통산 : 15년 | 통산 : 15년 | 1147  | 3656  | 3247  | 410   | 957   | 178     | 16      | 102   | 1473  | 463   | 24    | 32       | 20       | 16       | 355   | 25   | 18    | 550   | 75       | .295  | .366     | .454     | .820  |

- 1973년은 1군 출장 없음.